# Талаканская ГТЭС
Талаканская ГТЭС — газотурбинная тепловая электростанция, расположенная в Ленском районе Республики Саха (Якутия). Основной источник энергоснабжения объектов эксплуатации Талаканского нефтегазоконденсатного месторождения. Собственник станции — ПАО «Сургутнефтегаз»).

## Конструкция станции
Талаканская ГТЭС представляет собой тепловую газотурбинную электростанцию. Установленная мощность электростанции — 135 МВт (по другим данным — 144 МВт), основное топливо — попутный нефтяной газ.
Основное генерирующее оборудование станции включает в себя девять энергоблоков ГТЭС-16, в составе турбоагрегатов мощностью по 16 МВт, включающих газовые турбины НК-16СТ с турбогенераторами ТС-16-2РУХЛ1. Производитель энергоблоков — АО «Сумское НПО» (Украина), газовых турбин — АО «Казанское моторостроительное производственное объединение», генераторов — ООО «Электротяжмаш-Привод» (г. Лысьва). Энергоблоки размещены в здании станции ангарного типа. Подготовка и подача газа в турбины производится при помощи дожимной компрессорной станции, состоящей из шести компрессорных установок. Электроэнергия Талаканской ГТЭС выдаётся на подстанцию (ПС) 110/35/6 кв «Талакан» и далее потребителям по линии электропередачи напряжением 110 кВ Талаканская ГТЭС — НПС № 1 (2 цепи), а также по линиям напряжением 35 кВ.

## Экономическое значение
Основной задачей Талаканской ГТЭС является снабжение электроэнергией промышленных объектов, обеспечивающих разработку Талаканского нефтегазоконденсатного месторождения, а также нефтеперекачивающей станции № 10 нефтепровода Восточная Сибирь-Тихий океан. Использование в качестве топлива попутного нефтяного газа решает задачу по его утилизации.

## История строительства и эксплуатации
Первая буровая вышка на Талаканском месторождении была установлена в феврале 2005 года. Для энергоснабжения месторождения была построена газопоршневая электростанция мощностью 12 МВт, но её мощностей было недостаточно. В связи с этим институтом «СургутНИПИнефть» была спроектирована Талаканская ГТЭС, строительство которой было начато в 2007 году и шло быстрыми темпами — уже в ноябре того же года были смонтированы энергоблоки. Строительство станции велось в две очереди, первая очередь (6 энергоблоков) была введена в эксплуатацию в октябре-декабре 2008 года. Вторая очередь (три энергоблока) — в сентябре 2009 года. Рассматривается возможность подключения Талаканской ГТЭС к ЕЭС России. 
11 октября 2024 года узел был подключён к основной системе ПАО «Россети».